# Pierluigi Corallo
Pierluigi Corallo (Trani, 16 novembre 1976) è un attore italiano.

## Biografia
Diplomatosi nel 1999 alla Scuola del Piccolo Teatro di Milano, nello stesso anno vince il Premio Wanda Capodaglio. Debutta come protagonista, sotto la guida del regista Massimo Castri, ne Gl'innamorati di Carlo Goldoni.
Dopo la parentesi di Falstaff e Le allegre comari di Windsor, al fianco di Giorgio Albertazzi, per la regia di Gigi Proietti, altri tre spettacoli con Massimo Castri: John Gabriel Borkman di Ibsen, Questa sera si recita a soggetto di Pirandello, Spettri di Ibsen, nel ruolo di Osvald.
Successivamente lavora in tre spettacoli con il Teatro Biondo Stabile di Palermo, tutti per la regia di Pietro Carriglio: Povero Piero di Achille Campanile, Girotondo di Arthur Schnitzler, e Assassinio nella cattedrale di Thomas Stearns Eliot.
Diretto da Luca Ronconi ha interpretato Ulisse nello spettacolo Odissea: doppio ritorno, Demetrio nel Sogno di una notte di mezza estate e Antoine nello spettacolo Giusto la fine del mondo di Jean-Luc Lagarce.
Nel 2010 inizia a lavorare in televisione nella serie R.I.S. - Delitti imperfetti nel quale interpreta il maggiore Rambaudi per tre stagioni. Sempre per la Taodue partecipa a Squadra Antimafia 6 nel ruolo di Nicola Ragno. E nel 2017 nel film per la televisione La scorta di Borsellino nel quale interpreta il capo scorta Agostino Catalano al fianco di Greta Scarano per la regia di Stefano Mordini.
Ha lavorato al cinema nei film: Il grande sogno (2009), regia di Michele Placido; L'uomo nero (2009), regia di Sergio Rubini; Fortapàsc (2008), regia di Marco Risi;  Colpo d'occhio, regia di Sergio Rubini (2008); Un giorno perfetto, regia di Ferzan Özpetek (2008); Niente è come sembra (2007), regia di Franco Battiato.

## Filmografia

### Cinema
- Letters from the Dead, regia di Ari Taub (2003)
- The Fallen, regia di Ari Taub (2004)
- Niente è come sembra, regia di Franco Battiato (2007)
- Colpo d'occhio, regia di Sergio Rubini (2008)
- Un giorno perfetto, regia di Ferzan Özpetek (2008)
- Fortapàsc, regia di Marco Risi (2008)
- Il grande sogno, regia di Michele Placido (2009)
- Last Letters from Monte Rosa, regia di Ari Taub (2009)
- L'uomo nero, regia di Sergio Rubini (2009)
- Maternity Blues, regia di Fabrizio Cattani (2010)
- Prima di lunedì, regia di Massimo Cappelli (2015)
- Cronaca di una passione, regia di Fabrizio Cattani (2016)
- Il grande spirito, regia di Sergio Rubini (2019)
- Berlinguer - La grande ambizione, regia di Andrea Segre (2024)

### Televisione
- Ultimo - La sfida, regia di Michele Soavi - Film TV (1999)
- Padre Pio, regia di Carlo Carlei - Miniserie TV (2000)
- Don Matteo, regia di Giulio Base - Episodio: Acque avvelenate, L'ombra del sospetto (2006, 2011)
- Il commissario Montalbano - Il gioco delle tre carte, regia di Alberto Sironi - Film TV (2006)
- Tutti pazzi per amore, regia di Riccardo Milani e Laura Muscardin - Serie TV (2008)
- R.I.S. Roma - Delitti imperfetti, regia di Fabio Tagliavia e Francesco Micciché - Serie TV (2010-2012)
- Le ragazze dello swing, regia di Maurizio Zaccaro - Miniserie TV (2010)
- Squadra antimafia 6 - Serie TV, episodi 06x01, 06x02 (2014) - Ruolo: Nicola Ragno
- L'Aquila. Grandi Speranze, regia di Marco Risi (2017)
- Don Matteo 11 - "Una questione personale", regia di Raffaele Androsiglio (2017)
- Liberi sognatori - La scorta di Borsellino, regia di Stefano Mordini - film TV (2018)
- Aldo Moro, il Professore, regia di Francesco Miccichè - film TV (2018)
- Io, una giudice popolare al Maxiprocesso, regia di Francesco Miccichè - docufilm (2020)
- Fino all'ultimo battito, regia di Cinzia TH Torrini – serie TV (2021)
- Storia di una famiglia perbene 2, regia di Stefano Reali - serie TV (2024)